# János Ferencsik

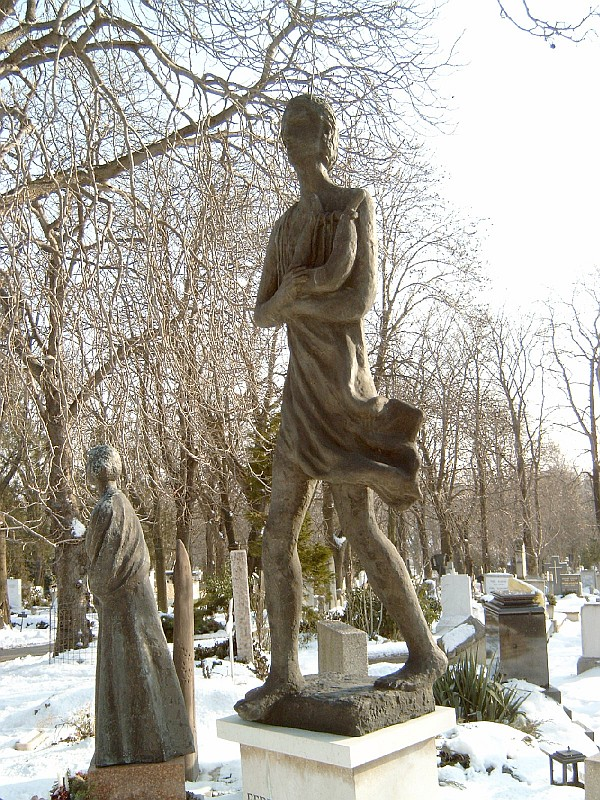
Grabdenkmal von János Ferencsik in Budapest auf dem Farkasréti temető

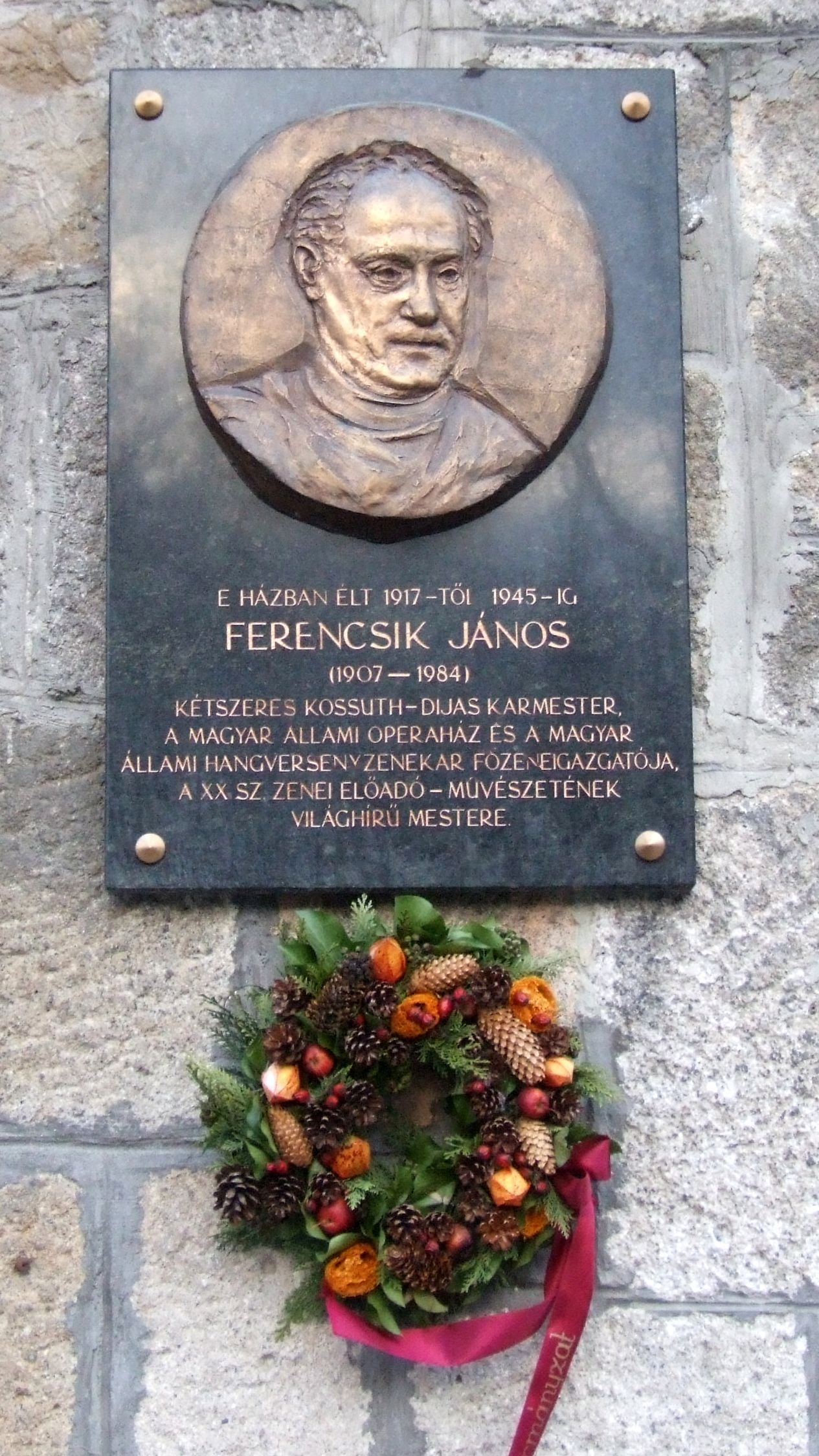
Gedenktafel, 107 Attila út in Budapest

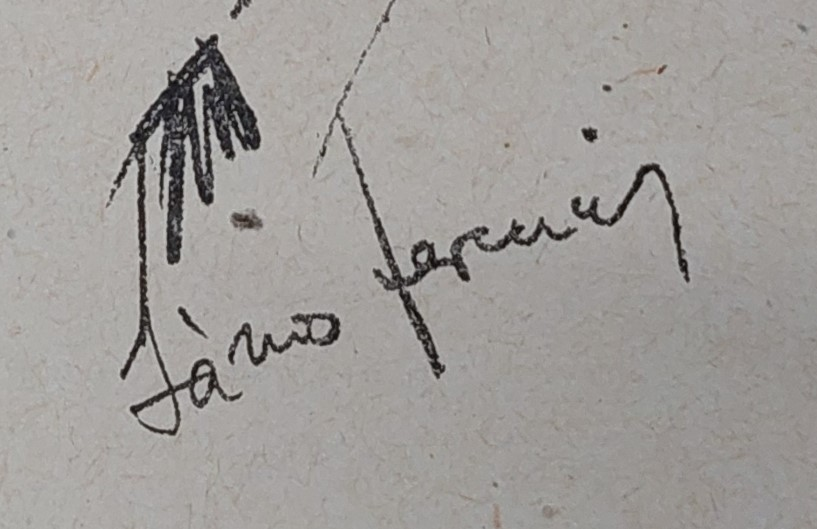
Signatur (1940)

János Ferencsik (* 18. Januar 1907 in Budapest, Österreich-Ungarn; † 12. Juni 1984 ebenda) war ein ungarischer Dirigent.

## Biografie
Ferencsik studierte an der Franz-Liszt-Musikakademie in Budapest und begann 1927 als Assistent an der Budapester Staatsoper. Dort erlebte er zahlreiche Gastdirigate von Dirigenten wie Bruno Walter, Wilhelm Furtwängler und Arturo Toscanini, der ihn von der musikalischen und stilistischen Herangehensweise am meisten prägte. Nach dem Zweiten Weltkrieg dirigierte er 1948–1950 an der Wiener Staatsoper und leitete 1957–1974 die Budapester Staatsoper. Er war ebenfalls einer der Mitbegründer des Ungarischen Staatsorchesters und langjähriger Hauptdirigent der Budapester Philharmoniker. Mit diesen war er einerseits auf die Pflege des nationalen musikalischen Erbes bedacht, gab sich andererseits aber auch seiner Liebe für die deutsch-österreichische Musik des 19. Jahrhunderts hin.
Ferencsik erhielt 1951 und 1961 den Kossuth-Preis. Er lebte von 1917 bis 1945 in dem Wohnhaus 117 Attila út in Budapest, an welchem aus diesem Grund eine Gedenktafel angebracht wurde.

## Auswahldiskografie
Alles bei Hungaroton:
- Joseph Haydn: Harmoniemesse, Die sieben letzten Worte unseres Erlösers am Kreuze (Fassung für Chor und Orchester)
- Ludwig van Beethoven: Sinfonien Nr. 1 – 9
- Hector Berlioz: Symphonie fantastique
- Franz Liszt: Sinfonische Dichtungen, Klavierkonzerte
- Zoltán Kodály: Háry János (Bühnenfassung), Budapester Te Deum, Missa Brevis
- Béla Bartók: Herzog Blaubarts Burg (drei Mal), 3. Klavierkonzert